# Chlodwig zu Hohenlohe-Schillingsfürst
Fyrst Chlodwig Karl Victor zu Hohenlohe, prins af Ratiboř og Corvey (31. marts 1819 – 6. juli 1901) var en tysk politiker og statsmand. Han fulgte grev Leo von Caprivi som Tysklands 3. rigskansler.

## Biografi
Han blev født i Schillingsfürst i Bayern. Hans far, fyrst Franz Joseph (1787-1841), var katolsk, mens hans mor, prinsesse Konstanze af Hohenlohe-Langenburg, var protestantisk. Chlodwig og hans brødre blev opdraget i deres fars tro, mens deres søstre i deres mors. Han studerede jura, trådte i preussisk diplomatisk tjeneste og var volontør i 1843. Efter rejser i Frankrig, Schweiz og Italien bosatte han sig i Potsdam, hvor han havde et kontor i 1844. De tidlige år var vigtige for hans politiske synspunkter og gav ham indsigt i styrker og svagheder ved det preussiske system. Det bidrog også til at konsolidere hans liberale indstilling.
Efter sin fars død i 1845 skiftede fyrst Chlodwig Prins af Hohenlohe karriere. At være  regerende fyrste og arveligt medlem af det bayerske overhus var ikke foreneligt med en karriere i den preussiske stats tjeneste. Den 18. april 1846 indtog han sin plads i det bayerske statsråd, og den 26. juni trådte han ud af preussisk tjeneste.
Med undtagelse af revolutionsåret 1848 var fyrst Hohenslohes politiske liv i 18 år forholdsvis begivenhedsløst. Under revolutionen havde han sympati for den liberale tanke om et forenet Tyskland, og han kompromitterede sig selv i den bayerske kongens øjne ved at acceptere opgaven med at annoncere den østrigske kejsers tiltrædelse som tysk monark ved hofferne i Rom, Firenze og Athen. I øvrigt brugte fyrst Hohenlohe tiden til at forvalte sine godser, deltage i møder i det bayerske overhus og på rejser. I 1856 besøgte han Rom, hvor han bemærkede Jesuitternes "ødelæggende virkning". I 1859 studerede han den politiske situation i Berlin, og samme år besøgte han England. Hans bror Konstantins ægteskab med en fyrstinde Sayn-Wittgenstein-Berleburg førte til hyppige besøg i Wien.
Efter den preussisk-østrigske krig i 1866 gik han ind for en tættere union med Preussen. Kong Ludwig 2. af Bayern var mod enhver indskrænkning af sin magt, men blev til sidst overtalt af sin ven, komponisten Richard Wagner, og betydelige bidrag fra Bismarck. 31. december 1866 blev fyrst Hohenlohe udnævnt til bayersk minister for kongehuset, udenrigsminister og formand for Ministerrådet (premierminister).
Som leder af den bayerske regering var han opsat på at fremme muligheden for, at de sydtyske stater kunne indgå en union med det nordtyske Forbund, og som bayersk statsminister, var han den største statsmand i Tyskland efter  Bismarck. Han reorganiserede den bayerske hær efter preussisk model, dannede en militær union mellem de sydlige stater og havde en førende rolle i etableringen af told-parlamentet (Zollparlament), hvor han i 1868 blev valgt til vicepræsident. En koalition af ultra-konservative katolikker og antipreussiske nationalister tvang ham imidlertid til at træde tilbage i begyndelsen af 1870. En vigtig grund hertil var hans afvisning af dogmet om pavelig ufejlbarlighed.
Men selv efter at være trådt tilbage havde han stærk indflydelse i både München og Berlin, takket være den gunstige traktat mellem den nordtyske Forbund og Bayern, som han havde bragt i stand. Efter det tyske riges grundlæggelse i 1871 blev han den 23. marts valgt til Reichstag, hvor han var vicepræsident og en førende ved grundlæggelsen af det nationalliberale parti, som havde til formål at støtte det nye rige. Som garant for en liberal udvikling var han mod "kirkelig aggression " især repræsenteret ved det katolske Centrum parti. Lige som hertugen af Ratiboř var fyrst Hohenlohe fra begyndelsen tilhænger af Bismarcks anti-pavelige Kulturkamp og foreslog endda et forbud mod jesuitterne. I 1872 foreslog Bismarck fyrst Hohenlohe som preussisk gesandt ved Vatikanet, men paven nægtede at modtage ham.
Bismarck udnævnt ham i stedet til ambassadør i Paris i 1873, hvor han blev i syv år. I 1878 deltog han i Berlinerkongressen som den 3. tyske repræsentant. Efter udenrigsminister Bernhard Ernst von Bülows død i 1880 blev han kaldt tilbage til Berlin som midlertidig leder af udenrigsministeriet og personlig repræsentant under Bismarcks sygdom. I 1885 blev han valgt af Manteuffel som rigsstatholder i  Elsass-Lothringen. Han opholdt sig i Strasbourg til oktober 1894, hvor han på foranledning af kejser Wilhelm indvilgede i at blive Leo von Caprivis efterfølger som tysk kansler og premierminister i Preussen. Under sin regeringstid holdt han sig stort set uden for offentlighedens søgelys, og han besøgte meget sjældent Rigsdagen. Han trådte tilbage som kansler og premierminister den 17. oktober 1900 og døde i Bad Ragaz i Schweiz den 6. juli 1901.
Han blev gift med fyrstinde Marie zu Sayn-Wittgenstein-Berleburg (1829-1897). De havde tre sønner herunder fyrst Alexander zu Hohenlohe (1862-1924) og to døtre.
Hans bror fyrst Gustav var kardinal.